# ملعب الصبان
ملعب الصبان أول ملعب رياضي في السعودية، بني عام 1370 هـ. كان يتسع لأكثر من 12 ألف مشجع، واحتضن كل مباريات المسابقات الرياضية التي أقيمت في جدة طوال السبعينات والثمانينات الهجرية، كما استضاف العديد من نهائيات كأس الملك، وكأس ولي العهد، ولعب على أرضه أشهر منتخبات ولاعبو العالم (البرازيل وبيليه).

## الموقع
يقع ملعب الصبان في الجهة الجنوبية من مدينة جدة، وبالتحديد في حي القريات.
وقد تداول امر هذا الملعب كل من الأمير عبدالله الفيصل الذي قدم الأرض وعبد الرحمن سرور الصبان الذي صرف ثمانين الف ريال لبناءه.
حيث بدأ البناء بالتسوير ثم المدرج الغربي ثم الشمالي والجنوبي، ويستوعب الملعب 12 الف متفرج ولقد اشترته الرئاسة العامة لرعاية الشباب (الهيئة العامة للرياضة حاليا) وأصبح تابعا لها فيما بعد، وسبب تسميتة بالصبان نسبة إلى من بناه وهو عبد الرحمن سرور الصبان.